# Мукерджи, Шубхаш
Шубхаш Мукерджи (также Мукхопадхай; бенг. সুভাষ মুখোপাধ্যায়, 12 февраля 1919 — 8 июля 2003) — бенгальский поэт, писатель
, переводчик, общественный деятель Западной Бенгалии (Индия). Лауреат многих литературных премий, в том числе Джнянпитх (1991).

## Биография
Участник национально-освободительного движения (1945—1947), после участия в левом студенческом движении вступил в Коммунистическую партию Индии.  
Выступил в печати перед Второй мировой войной. Основные работы — сборники стихов: «Пешеход» («Податик», 1940), «Наброски» («Чиркут», 1946), «Юго-восток» («Огникон», 1948). Перевел «Песнь о Буревестнике» М. Горького. 
На русском языке вышли «Голодовка» (1977) и «Куда ведут дороги» (1981) в переводе Сергея Серебряного, а также ссборник стихов «Непокорные корни» (1974) в переводе Сергея Северцева.